# Учасники російсько-української війни С
Учасники російсько-української війни, прізвища яких починаються з літери С:

## Саб— Сва
1. Сабада Олександр Борисович
2. Сабадаш Тарас Іванович
3. Сабанін Едуард Володимирович
4. Сабатин Сергій Сергійович
5. Сабодаш Юрій Юрійович
6. Сава Віктор Михайлович
7. Саванчук Віктор Юрійович
8. Савастру Дмитро Георгійович
9. Савелло Юрій Володимирович[1]
10. Савело Андрій Євгенович
11. Савельєв Валерій Михайлович
12. Савєльєв Владислав Михайлович
13. Савельєв Олександр Володимирович
14. Савельєв Юрій Сергійович
15. Савенко Андрій Олександрович
16. Савенко Андрій Олексійович
17. Савенко Антон Олександрович
18. Савоченко Олександр Володимирович
19. Савенко Іван Володимирович
20. Савенко Василь Валерійович
21. Савенко Максим Сергійович
22. Савенко Юрій Віталійович
23. Савенков Олександр Володимирович
24. Савицький Володимир Дем'янович
25. Савицький Дмитро Андрійович
26. Савицький Сергій Федорович
27. Савич Віталій Григорович
28. Савич Володимир Ярославович
29. Савич Олексій Олексійович
30. Савич Руслан Богданович
31. Савілов Юрій Миколайович
32. Савінов Денис Михайлович
33. Савінов Сергій Васильович
34. Савіцький Борис Борисович
35. Савіцький Олег Анатолійович[2]
36. Савіцький Юрій Миколайович
37. Савіч Олег Вікторович
38. Савка Іван Іванович (військовик)
39. Савка Іван Михайлович
40. Савка Роман Васильович
41. Савка Степан Романович
42. Савко-Бахтєєв Володимир Володимирович
43. Савлук Павло Валентинович
44. Саврун Богдан Володимирович
45. Савчак Вадим Євгенович
46. Савченко Анатолій Валентинович
47. Савченко Артем Олегович
48. Савченко Василь Іванович
49. Савченко Віталій Валентинович
50. Савченко Володимир Володимирович[3]
51. Савченко Дмитро Петрович
52. Савченко Максим Віталійович
53. Савченко Максим Сергійович
54. Савченко Надія Вікторівна
55. Савченко Олег Олегович
56. Савченко Олександр Миколайович
57. Савченко Олександр Олександрович
58. Савченко Олександр Юрійович
59. Савченко Роман Михайлович
60. Савченко Сергій Анатолійович
61. Савченко Сергій Вікторович
62. Савченко Сергій Миколайович
63. Савченко Сергій Сергійович
64. Савченко Юрій Борисович
65. Савченко Юрій Олександрович
66. Савченко Ярослав Віталійович
67. Савчин Володимир Дмитрович
68. Савчин Юрій Павлович
69. Савчишин Володимир Михайлович
70. Савчук Андрій Вікторович
71. Савчук Віктор Степанович
72. Савчук Віталій Ярославович
73. Савчук Володимир Дмитрович
74. Савчук Григорій Пантелеймонович
75. Савчук Любомир Олексійович
76. Савчук Микола Володимирович
77. Савчук Михайло Михайлович
78. Савчук Павло Іванович
79. Савчук Петро Васильович
80. Савчук Сергій Васильович
81. Савчук Сергій Вікторович
82. Савчук Сергій Михайлович[4]
83. Савчук Ярослав Володимирович[5]
84. Сагайдак Олег Ігорович
85. Сагайдак Юрій Михайлович
86. Сагайдачний Олег Володимирович
87. Саган Костянтин Костянтинович
88. Сад Максим Юрійович
89. Садаклієв Віталій Георгійович
90. Саджак Владислав Володимирович
91. Садовий Андрій Петрович[6]
92. Садовий Богдан Іванович[7]
93. Садовий Зіновій Миколайович
94. Садовський Богдан Анатолійович
95. Садовський Денис Володимирович
96. Садовський Станіслав Валерійович
97. Садохін В'ячеслав Сергійович
98. Садухін Дмитро Олександрович
99. Саєнко Віктор Олександрович
100. Саєнко Дмитро Ігорович
101. Саєнко Дмитро Олександрович
102. Саєнко Максим Миколайович
103. Саєнко Олександр Віталійович
104. Саєцький Олександр Ігорович
105. Саєнко Олександр Олександрович (сухопутні війська)
106. Сазін Вадим Юрійович
107. Сазонов Андрій Валерійович
108. Саіпов Кудайназар Алімбайович
109. Саїк Олег Романович
110. Сай Роман Андрійович
111. Сайченко Артем Юрійович
112. Сайчук Андрій Русланович
113. Сайчук Дмитро Анатолійович
114. Сак Вадим Андрійович
115. Сак Олександр Олександрович
116. Сакалюк Олександр Васильович
117. Сакаль Іван Володимирович
118. Саковець Петро Валентинович
119. Сакович Володимир Олегович
120. Саксін Андрій Михайлович
121. Сакун Денис Валерійович
122. Салецький Іван[8]
123. Саливончик Василь Анатолійович
124. Салівон Михайло Андрійович
125. Салівончик Руслан Сергійович
126. Салій Ігор Володимирович
127. Салімовський Євген Леонідович
128. Салінський Сергій[9]
129. Саліпа Сергій Дмитрович
130. Салітра Володимир Богданович
131. Салкуцан Сергій Миколайович
132. Сало Микола Ігорович
133. Самак Микола Миколайович
134. Саманюк Юрій Юрійович
135. Самарін Антон Андрійович
136. Самарін Євген Олександрович
137. Самборський Антон (Матітьягу) Васильович[10]
138. Самборський Тарас Романович
139. Самишкін Володимир Борисович
140. Саміленко Максим Михайлович
141. Саміленко Сергій Михайлович
142. Самков Валентин Володимирович
143. Самодєлов Сергій Тимофійович
144. Самойленко Вадим Петрович
145. Самойленко Володимир Якович
146. Самойленко Дмитро Леонідович[11]
147. Самойленко Ілля Сергійович
148. Самойленко Олексій[12]
149. Самойленко Руслан Олександрович
150. Самойленко Юрій Олегович
151. Самойлов Віктор Васильович
152. Самойлов Дмитро Олександрович[13]
153. Самойлов Дмитро Петрович
154. Самойлов Олексій Миколайович
155. Самойлов Сергій Анатолійович
156. Самойлович Максим Олександрович
157. Самолюк Роман Михайлович
158. Саморок Владислав Олександрович
159. Самосадов Олександр Сергійович
160. Самотуга Віталій Миколайович
161. Самофал Денис Вікторович
162. Самофал Сергій Іванович
163. Самофалов Валерій Михайлович
164. Самофалов Дмитро Олександрович
165. Самофалов Микола Миколайович
166. Самохін Антон Олексійович
167. Самохотов Петро Петрович
168. Самсон Володимир Васильович[14][15]
169. Самсон Михайло Михайлович
170. Самсонов Юліан Олександрович
171. Самусенко Анатолій Володимирович
172. Самусенко Віктор Валентинович
173. Самусь Геннадій Васильович
174. Самчук Олесь[16]
175. Самчук Олександр Васильович (1970—2022). Загинув 2 серпня 2022 року під час виконання бойового завдання у населеному пункті Кобзарці Миколаївської області[17].
176. Сандул Микола Миколайович
177. Сандуленко Кирило Анатолійович
178. Санжаровець Артем Євгенович
179. Саник Олег Володимирович
180. Сапай Сергій Олександрович
181. Сапеску Вадим Георгійович
182. Сапета Назар Богданович
183. Сапетко Микола Олександрович
184. Сапило Віталій Романович
185. Сапожніков Олексій Юрійович
186. Сапуга Олексій[18]
187. Сапун Володимир Миколайович
188. Саража Євген Володимирович
189. Саражан В'ячеслав Григорович
190. Саракуло Петро Юрійович
191. Сарапін Валерій Васильович[19]
192. Сарбаш Юрій Микитович
193. Сардак Віталій Віталійович
194. Сардак Дмитро Романович
195. Сарело Олег[20]
196. Саржин Тарас Вікторович
197. Саркісян Артем Валерійович
198. Сарнавський Євген Миколайович
199. Сарнавський Євгеній Вікторович
200. Сарнацька Аліна Валеріївна
201. Сарнацький Віктор Леонідович
202. Сасін Іван Васильович
203. Сатаренко Віталій Володимирович
204. Сауляк Олег Олегович
205. Саух Артем
206. Сафаров Сергій Віталійович
207. Сафін Олексій Павлович
208. Сафонов Євген Миколайович
209. Сафонов Сергій Олександрович
210. Сафонов Даниїл Юрійович
211. Сафроненко Вадим Юрійович
212. Сафроненко Юрій Юрійович
213. Сафронов Олександр Володимирович
214. Сахащик Валерій Степанович
215. Сахно Руслан Вікторович
216. Сахно Юрій Юрійович
217. Сахнюк Богдан Петрович
218. Сахон Олег Олександрович
219. Сацюк Олександр Миколайович
220. Сачек Володимир Володимирович
221. Сачук Віталій Петрович
222. Саюк Микола Олександрович
223. Сбитов Павло Олегович
224. Свадовський Павло Лешикович
225. Сватіков Роман Євгенович[21]
226. Свергун Микола Олександрович
227. Свєтлінський Андрій Вікторович
228. Свида Станіслав Сергійович
229. Свинар Василь Андрійович
230. Свинчук Олександр Юрійович
231. Свирид Анатолій Олексійович
232. Свириденко Вадим Васильович
233. Свищ Сергій Сергійович

## Сви— Сів
1. Свинаренко Олексій Олексійович[22]
2. Свиридов Денис Вікторович
3. Свиридов Микита Сергійович
4. Свист Андрій Олексійович
5. Свист Ольга Михайлівна
6. Свищ Руслан Володимирович
7. Свідерський Сергій Юрійович
8. Свідзінський Вадим Вадимович
9. Свінтозельський Володимир Володимирович[23]
10. Свінціцький Віталій Казимирович
11. Свіргун Ольга Анатоліївна
12. Свіржевський Іван Миколайович
13. Свірідов Богдан Романович
14. Свірський Володимир Сергійович[24]
15. Свірський Олександр Миколайович
16. Світан Роман Григорович
17. Світельський Костянтин[25]
18. Світельський Роман Миколайович
19. Світличний Едуард Вікторович
20. Світличний Євген Михайлович
21. Світличний Максим Сергійович
22. Світличний Олександр Григорович
23. Світличний Сергій Олександрович
24. Світюк Олексій Олександрович
25. Свіщ Олександр Олександрович
26. Святковський Михайло Вікторович
27. Святозільський Володимир Ігорович
28. Северенчук Богдан Михайлович
29. Северенчук Володимир Володимирович
30. Северенчук Ігор Ярославович
31. Северин Микола[26]
32. Северін Микола Юрійович
33. Севостьянчик Дмитро Олександрович
34. Севрук Олександр Сергійович
35. Севрук Олексій Олегович
36. Севрюк Павло Сергійович
37. Сезик Яків Іванович
38. Сезон Сергій Григорович
39. Сейдаметов Асан Дляверович
40. Сейко Ігор Леонідович
41. Секрет Ярослав Володимирович
42. Селезень Сергій Миколайович
43. Селецький Олександр Миколайович
44. Селіванов Юрій Олегович ‎
45. Селін Євген Геннадійович
46. Селіхов Роман Павлович
47. Селюк Олександр Павлович
48. Селюнін Сергій Едуардович
49. Семанишин Григорій Петрович
50. Семанюк Василь Васильович
51. Семененко Андрій Вікторович[27]
52. Семененко Данііл Олександрович
53. Семененко Євгенія Володимирівна
54. Семенець Олексій Миколайович
55. Семеніщенков Олександр Анатолійович
56. Семенов Валерій Сергійович
57. Семенов В'ячеслав Анатолійович
58. Семенов Євген Сергійович
59. Семенов Іван Олександрович
60. Семенов Олексій Леонідович
61. Семенов Павло Павлович
62. Семенович Василь Микитович
63. Семенович Олександр Вікторович
64. Семеновський Олег Миколайович
65. Семенченко Денис Миколайович
66. Семенченко Олег Юрійович
67. Семенченко Семен Ігорович
68. Семенченко Сергій[28]
69. Семенюк Валентин Васильович ‎
70. Семенюк Олег Олександрович
71. Семенюк Віталій Григорович
72. Семенюк Микола Іванович
73. Семенюк Олександр Ігорович
74. Семенюк Олександр[29]
75. Семенюк Олексій Васильович
76. Семенюк Олексій Володимирович[13]
77. Семенюк Олексій Миколайович
78. Семенюта Михайло Геннадійович
79. Семеняк Михайло Сергійович
80. Семеняка Ярослав Володимирович
81. Семерін Олександр Миколайович
82. Семеряк Тарас Іванович
83. Семеряк Ярослав Іванович
84. Семешко Євгеній Володимирович
85. Семиволос В'ячеслав[26]
86. Семиногов Олександр Едуардович
87. Семидьянова Ольга Олександрівна
88. Семишкін Володимир Олексійович
89. Семінька Руслан Євгенович
90. Семків Тарас Володимирович
91. Семчишин Роман Андрійович
92. Семчище Руслан Степанович
93. Семчук Віктор Ярославович
94. Семчук Микола Васильович
95. Сем'янків Андрій Миколайович
96. Семянніков Ярослав Андрійович
97. Сеник Микола Степанович
98. Сеник Сергій Сергійович
99. Сеник Тарас Олегович
100. Сенкевич Максим Олегович
101. Сенченко Андрій Миколайович
102. Сенчук Руслан Іванович
103. Сенюк Богдан Олегович
104. Сенюк Віталій Дмитрович
105. Сенюк Віталій Ярославович
106. Сенюк Олексій Олександрович
107. Сенюк Тарас Михайлович
108. Сенькевич Микола Миколайович
109. Сенькала Томаш[30]
110. Сенько Роман Миколайович
111. Сенько Роман Юрійович
112. Серба Олександр Володимирович
113. Сербін Ілля Тарасович
114. Сербіненко Максим Ігорович
115. Серватюк Василь Миколайович
116. Сергеєв Дмитро Ігорович
117. Сергєєв Іван Станіславович
118. Сергеєв Олександр Анатолійович
119. Сергєєв Олексій Віталійович
120. Сергієвський Володимир Павлович[31]
121. Сергієнко Андрій Сергійович
122. Сергієнко Антон Ігорович
123. Сергієнко Валентин Іванович
124. Сергієнко Євген Геннадійович
125. Сергієнко Ігор Володимирович
126. Сергієнко Костянтин Олександрович
127. Сергієнко Костянтин Павлович
128. Сергієнко Олександр Адамович
129. Сергієнко Роман Миколайович
130. Сергієнко Руслан Юрійович
131. Сергієнко Сергій Олексійович
132. Сергієнко Сергій Сергійович
133. Сергій Олександр Петрович
134. Сергійчук Віктор Григорович
135. Сергійчук Руслан Миколайович
136. Сергійчук Юрій Петрович
137. Сердюк Віталій Григорович
138. Сергусь Павло Васильович
139. Сердюк Максим Сергійович
140. Сердюк Олександр[32]
141. Сердюк Олександр Олександрович (військовик)
142. Сердюков Євген Сергійович
143. Сердюков Олександр Сергійович
144. Серебринський Володимир Олександрович
145. Серебряков Олександр Вікторович
146. Серебрянський Андрій Іванович
147. Середа Антоній Валентинович
148. Середа Борис Миколайович
149. Середа Валерій В'ячеславович
150. Середа Владислав Олегович
151. Середа Денис Ігорович
152. Середа Микола Миколайович (військовик)
153. Середа Олександр Вікторович
154. Середович Олесь Валентинович
155. Середюк Олег Олександрович
156. Серембицький Олег Юрійович
157. Сержан Дмитро Іванович
158. Сержант Михайло Русланович
159. Сержантов Геннадій Андрійович
160. Сероштан Віталій Сергійович
161. Сеущін Денис Миколайович
162. Сєнчев Сергій Олексійович
163. Сєрапіонов Ігор Валерійович
164. Сєрков Віталій Вікторович
165. Сєропов Федір Асатурович[33]
166. Сибаль Віктор Володимирович[34]
167. Сивак Віктор Олександрович
168. Сиваченко Ярослав Едуардович
169. Сиваш Олександр Олександрович
170. Сивенький Тарас Богданович
171. Сивий Олександр Анатолійович
172. Сивокінь Олександр Юрійович
173. Сивоконь Павло Леонідович
174. Сиволап Василь Ігорович
175. Сидір Мирослав Мар'янович
176. Сидор Андрій[6]
177. Сидор Олег Миколайович
178. Сидор Юрій Васильович
179. Сидорак Михайло Богданович
180. Сидоренко Анатолій Дмитрович
181. Сидоренко Анатолій Володимирович
182. Сидоренко Владислав Олексійович
183. Сидоренко Євген Анатолійович
184. Сидоренко Іван Іванович
185. Сидоренко Іван Миколайович
186. Сидоренко Микола Олександрович
187. Сидоренко Михайло Павлович
188. Сидоренко Олег Юрійович
189. Сидоренко Олександр Миколайович
190. Сидоренко Сергій Іванович
191. Сидоренко Станіслав Анатолійович
192. Сидоренко Юрій Михайлович
193. Сидоренко Ярослав Володимирович
194. Сидорика Олексій Олександрович
195. Сидоров Антон Олегович
196. Сидоров Олександр Володимирович
197. Сидоров Олександр Михайлович
198. Сидоров Роман Петрович
199. Сидорук Володимир Святославович[35]
200. Сидорук Дмитро Юрійович
201. Сидорчук Ігор Нестерович[36]
202. Сидорчук Олег Валентинович
203. Сидорчук Олександр Володимирович
204. Сидорчук Сергій Валерійович[37]
205. Сидунець Володимир Володимирович
206. Сизий Дмитро Віталійович
207. Сизов Олександр Олександрович
208. Сизоненко Олег Миколайович
209. Сикліцкий Назарій Олексійович
210. Силівакін Ростислав Олександрович
211. Симаков Михайло Ігорович
212. Симоненко Андрій Анатолійович
213. Симоненко Дмитро Миколайович
214. Симоненко Олександр Сергійович
215. Симонович Ілля Тарасович
216. Симпович Роман Володимирович
217. Симутенко Едуард Васильович
218. Сингаєвський Ростислав Ігорович
219. Синельник Федір Станіславович
220. Синиця Сергій Романович
221. Синицький Радіон Олегович
222. Синчак Анатолій Анатолійович
223. Синьович Василь Михайлович
224. Синюк Денис Сергійович
225. Синявський Віктор Анатолійович
226. Синявський Денис Олександрович
227. Синьків Володимир Тарасович
228. Сипавка Андрій Олександрович
229. Сипченко Микола Іванович
230. Сирбу Дмитро Васильович
231. Сирватка Іван Ігорович
232. Сирватка Михайло Степанович
233. Сирін Максим Миколайович
234. Сирко Андрій Володимирович
235. Сироватко Олег Євгенович[38]
236. Сироєжко Сергій Станіславович
237. Сирота Олександр Миколайович
238. Сирота Сергій Миколайович
239. Сирота Юрій Юрійович
240. Сиротенко Олександр Сергійович
241. Сиротенко Сергій Васильович
242. Сиротинський Андрій Степанович
243. Сиротін Євген Олексійович
244. Сиротюк Юрій Васильович
245. Сирський Олександр Станіславович
246. Сисак Олександр Васильович
247. Сисков Дмитро Вадимович
248. Ситий Роберт[26]
249. Ситник Андрій Геннадійович
250. Ситник Віталій Олександрович
251. Ситник Григорій Миколайович
252. Ситник Клавдія Володимирівна
253. Ситник Микита Володимирович
254. Ситнік Григорій Олексійович
255. Ситяєв Юрій Миколайович
256. Сич Тарас Степанович
257. Сичев Віталій Валентинович
258. Сіваков Михайло Анатолійович
259. Сіваченко Григорій Владиславович
260. Сівко Володимир Віталійович
261. Сівко Олександр Володимирович
262. Сівкович Михайло Олександрович

## Сіг— Сно
1. Сігаєв Віктор Геннадійович
2. Сідєльцев Володимир Олегович
3. Сідлецький Сергій Юрійович
4. Сік Роман Володимирович
5. Сікаленко Максим Анатолійович
6. Сікалов Андрій Анатолійович
7. Сікалов Максим Анатолійович
8. Сікиринський Юрій Олексійович
9. Сікоза Віктор Олександрович
10. Сікотовський Денис Ігорович
11. Сіксой Руслан Олександрович
12. Сіленко Володимир Миколайович
13. Сіленко Олексій Миколайович
14. Сілецький Василь Іванович
15. Сілічов Дмитро Ігорович
16. Сімонов Василь Васильович
17. Сімонова Ольга Сергіївна
18. Сімончук Віктор Іванович
19. Сімутін Ігор Ігорович
20. Сімчина Василь Васильович
21. Сімчук Володимир Іванович
22. Сіндій Вячеслав Юрійович
23. Сінельніков Олександр Михайлович
24. Сініцин Володимир Володимирович
25. Сінченко Дмитро[39]
26. Сінько Ярослав Олегович
27. Сіньковський Юрій Олександрович
28. Сіренко Іван Павлович
29. Сіренко Сергій Васильович
30. Сірий Олександр Анатолійович
31. Сірків Володимир Богданович
32. Сірман Дмитро[40]
33. Сірош Віталій Сергійович
34. Сірченко Андрій Володимирович
35. Сірченко Сергій Анатолійович
36. Сітак Андрій Геннадійович
37. Січак Богдан Борисович[1]
38. Січкар Вадим Володимирович
39. Січкар Юрій Анатолійович
40. Січко Денис Віталійович
41. Січко Петро Васильович
42. Магаллон Джеріко Скай
43. Скаковський Роман Миколайович
44. Скакун Віталій Володимирович
45. Скакун Віталій Миколайович
46. Скакун Володимир Васильович
47. Скакуненко Леонід Леонідович
48. Скалов Костянтин Анатолійович
49. Скалозуб Артем Валентинович
50. Скальський Роман Степанович
51. Скатерний Віктор Анатолійович
52. Скачков Андрій Олегович
53. Скворцов Владислав Юрійович
54. Скворцов Олег Ігорович
55. Скворцов Сергій Валерійович
56. Скиба Олександр Миколайович
57. Скиба Олександр Сергійович
58. Скибюк Ігор Анатолійович
59. Скидан Микола Олексійович
60. Скира Павло Миколайович
61. Скириченко Роман Анатолійович
62. Скирта Андрій Вікторович
63. Скирта Олексій Анатолійович
64. Скібін Андрій Сергійович
65. Скібчик Петро Степанович
66. Скіра Ігор Антонович
67. Склезь Сергій Анатолійович
68. Скляр Володимир Васильович
69. Скляр Захар Андрійович
70. Скляр Станіслав Володимирович
71. Скляр Юрій Олексійович
72. Скляренко Денис[41]
73. Скляров Дмитро Сергійович
74. Скляров Ігор Валерійович
75. Скобля Олексій Миколайович
76. Сковородін Олексій Володимирович
77. Сковоронська Наталія Володимирівна
78. Скок Денис Олександрович
79. Скоренцов Валерій Анатолійович
80. Скоренький Петро Омелянович
81. Скорик Віталій Григорович
82. Скоропадський Олександр Петрович
83. Скорупський Олександр Андрійович
84. Скотар Володимир Антонович
85. Скотніцький Юрій Іванович
86. Скочков Ігор Іванович
87. Скрабунов Микола Сергійович
88. Скред Валерій Вікторович
89. Скрипка Валерій Петрович
90. Скрипка Олександр Олександрович
91. Скрипка Роман Георгійович
92. Скрипка Юрій Васильович
93. Скрипка Юрій Русланович
94. Скрипник Андрій Вікторович
95. Скрипник Андрій Ігорович
96. Скрипник Артур Іванович
97. Скрипник Олександр Миколайович
98. Скрипченко Віталій Миколайович
99. Скрицький Анатолій Петрович
100. Скрицький Олег Миколайович
101. Скріпцов Ігор Олександрович
102. Скрут Ростислав Стефанович
103. Скубченко Іван Миколайович
104. Скульський Олександр Олексійович
105. Скурат Тетяна Валентинівна
106. Скуратівський Юрій Євгенович
107. Скуратовський Олександр Олександрович
108. Скурідін Дмитро Сергійович
109. Слабаков Віктор Сергійович
110. Слабенко Сергій Іванович
111. Славін Олександр Олегович
112. Славіцький Олег Вікторович
113. Славков Анатолій Євгенович
114. Светослав Славков[42]
115. Сладковський Микола Іванович
116. Слащев Володимир Іванович
117. Слєпцов Володимир Андрійович
118. Слєсаренко Олександр Петрович
119. Сливка Ігор Володимирович
120. Сливка Мирослав Миколайович
121. Сливчук Юрій Миколайович
122. Слижук Павло Володимирович
123. Слинько Віктор Дмитрович
124. Слинько Володимир Олександрович
125. Сличко Віктор Іванович
126. Слівінський Григорій Ігорович
127. Слівка Ігор Іванович
128. Слізченко Олександр Миколайович
129. Сліпак Василь Ярославович
130. Сліпий Сергій Фотійович
131. Сліпченко Віктор Володимирович
132. Сліпченко Микола Олександрович
133. Слісаренко Руслан Григорович
134. Слісаренко Сергій Петрович
135. Слісарчук Артем Олександрович
136. Слісенко Михайло Михайлович[43][44]
137. Сліпчук Тарас Русланович
138. Слобода Михайло Ігорович
139. Слободанюк Олександр Вікторович
140. Слободенюк Пилип Аркадійович
141. Слободзян Іван Ігорович
142. Слободюк Ярослав Євгенович[45]
143. Слободян Едуард Геннадійович
144. Слободян Роман Іванович[46]
145. Слободян Сергій Віталійович
146. Слободян Сергій Станіславович
147. Слободяник Вадим Павлович
148. Слободяник Віталій Євгенович
149. Слободяник Геннадій Іванович
150. Слободяник Геннадій Іванович
151. Слободяник Юрій Михайлович
152. Слободянюк Аліна Тарасівна
153. Слободянюк Андрій Олександрович
154. Слободянюк Ігор Олександрович
155. Слободянюк Микола Дмитрович
156. Слободянюк Олександр Васильович
157. Слободянюк Роман Васильович
158. Слободянюк Роман Олександрович
159. Слободянюк Руслан Миколайович
160. Слобоженко Сергій Володимирович
161. Сломінський Євген Євгенович
162. Сломчинський Максим Олегович
163. Слонський Анатолій Володимирович
164. Слота Андрій Тарасович
165. Слугоцький Олександр Богданович
166. Слугоцький Ростислав Володимирович
167. Слущенко Дмитро Олексійович
168. Слюсар Денис Олегович
169. Слюсаренко Артем Олександрович
170. Слюсаренко Дмитро Олексійович
171. Слюсаренко Максим Олександрович
172. Слющенко Олексій Олегович
173. Сльота Володимир Васильович[47]
174. Сльота Володимир Сергійович
175. Смаглій Олександр Аркадійович
176. Смаригін Віктор Миколайович[13]
177. Смалюк Сергій Сергійович[48]
178. Смаль Олег Анатолійович
179. Смачний Олексій Валерійович
180. Смерека Іван Іванович
181. Смеречанський Іван Валерійович
182. Сметанін Андрій Володимирович
183. Сметанін Юрій Сергійович
184. Сметанський Вадим Олексійович
185. Смецький Антон[49]
186. Смєлов Артем Іркинович
187. Смирнов Павло Юрійович
188. Смирнов Юрій Миколайович
189. Смислов Дмитро Іванович
190. Смілик Ігор Олександрович
191. Смілін Сергій Сергійович
192. Смілянець Олександр[50]
193. Смільницький Андрій Ярославович
194. Смірнов Олександр Олександрович
195. Смірнов Сергій Геннадійович
196. Смірнов Сергій Миколайович
197. Смірнов Сергій Олексійович
198. Смілян Олександр Васильович
199. Смітюх Анатолій Антонович
200. Сможаник Тарас Богданович
201. Смолинець Остап[51]
202. Смолійчук Віктор Петрович
203. Смоляк Сергій Сергійович
204. Смолянець Сергій Анатолійович
205. Смолянінов Дмитро Віталійович
206. Смоляр Олександр Васильович
207. Смолярчук Василь Іванович
208. Смолярчук Олександр Миколайович[52]
209. Сморжанюк Валерій Петрович
210. Смосюк Роман Олегович
211. Смульченко Мирослав Євгенович[13]
212. Снапрієвський Станіслав Павлович
213. Снетков Сергій Сергійович
214. Снігур Олександр Іванович
215. Сніжко Анатолій Петрович
216. Сніжко Віктор Петрович
217. Сніжко Максим Олександрович
218. Сніжко Олег Сергійович
219. Сніжок Ігор Сергійович
220. Снітко Андрій Володимирович
221. Сніткус Артур[53]
222. Сніцар Павло Леонідович
223. Снопко Олег Вікторович

## Соб— Ста
1. Собильський Віктор Андрійович
2. Собіпан Володимир Валентинович
3. Собко Андрій Юрійович
4. Собко Павло Іванович
5. Собко Пантелеймон Юрійович
6. Собко Роман Юрійович
7. Собко Сергій Станіславович
8. Соболев Сергій Олександрович
9. Соболенко Ігор Васильович
10. Соболь Максим Васильович
11. Собченко Артем Юрійович
12. Собченко Олег Андрійович
13. Сова Анатолій Андрійович
14. Сова Володимир Володимирович
15. Сова Дмитро Сергійович[54]
16. Сова Сергій Олександрович
17. Сова-Лісовець Володимир Олександрович
18. Совінський Сергій Євгенович
19. Совенко Антон Сергійович
20. Содоль Юрій Іванович
21. Созанська Уляна Анатоліївна
22. Созанський Максим Андрійович
23. Созанський Михайло Валентинович
24. Сойко Святослав Андрійович
25. Сокач Роман Михайлович
26. Сокиринський Ярослав Володимирович
27. Сокирко Анатолій Михайлович
28. Сокова Тетяна Володимирівна
29. Соколенко Андрій Олексійович
30. Соколачко Юрій Іванович
31. Соколов Артем Іванович
32. Соколов Вадим Андрійович
33. Соколов Михайло Сергійович
34. Соколов Олександр Вікторович
35. Соколов Олександр Євгенович[2]
36. Соколов Сергій Миколайович
37. Соколовський Артем Олександрович
38. Соколовський Валерій Людвигович
39. Соколовський Василь Вадимович
40. Соколовський Віктор Іванович
41. Соколовський Денис Михайлович
42. Соколовський Дмитро Олександрович
43. Соколовський Назар[55]
44. Соколовський Олексій Володимирович
45. Соколовський Олексій Миколайович
46. Соколовський Ростислав Сергійович
47. Соколовський Руслан Валентинович
48. Соколюк Дмитро Володимирович
49. Соколюк Олег Олександрович
50. Сокольський Руслан Васильович
51. Сокоринський Ігор Миколайович
52. Сокорський Юрій Миколайович
53. Сокорчук Олександр Вікторович
54. Сокотуха Руслан Віталійович
55. Сокур Дмитро Сергійович
56. Сокуренко Володимир Сергійович
57. Сокуцький Олександр Віталійович
58. Соловей Іван Остапович (1967—2023) — старший сержант, командир бойової машини 118 ОМБр, загинув 26 липня 2023 року під час виконання бойового завдання в районі села Роботине Запорізької області[56].
59. Соловей В'ячеслав Олегович
60. Соловей Микола Богданович
61. Соловей Сергій Вікторович
62. Соловйов Віталій Анатолійович
63. Соловйов Віталій Сергійович
64. Соловйов Герман Ігорович
65. Соловйов Дмитро Ігорович
66. Соловйов Дмитро Михайлович
67. Соловйов Євген Володимирович
68. Соловйов Євген Олександрович
69. Соловйов Євген Сергійович
70. Соловйов Ігор Володимирович
71. Соловйов Ігор Олександрович
72. Соловйов Роман Юрійович
73. Соловйов Сергій Олегович
74. Соловйов Тимофій
75. Соловйов Юрій Вікторович
76. Соловко Олексій Леонідович
77. Сологуб Петро[57]
78. Солоданюк Олексій Юрійович
79. Солодов Андрій Анатолійович
80. Солодовніков Олексій Артурович
81. Солодовніченко Артем Сергійович
82. Солодухін Олег Сергійович
83. Солодчук Володимир Петрович
84. Соломаха Владислав Віталійович
85. Соломаха Олег Володимирович
86. Соломенюк Микола Миколайович[58]
87. Соломка Богдан Юрійович[59]
88. Соломка Євгеній Сергійович
89. Соломчук Володимир Володимирович
90. Солонар Максим Володимирович
91. Солоненко Євгеній Євгенійович[60]
92. Солонецький Олексій Олександрович
93. Солонинка Роман Васильович
94. Солоха Роман Сергійович
95. Солошенков Костянтин Юрійович
96. Солтис Віктор Миколайович
97. Солтис Петро Олегович
98. Солтис Руслан Романович[61]
99. Солтис Юрій Миколайович
100. Солук Василь Васильович
101. Соляр Володимир Миронович
102. Соменко Давід Олегович
103. Сонько Сергій Миколайович
104. Сорока Андрій Віталійович
105. Сорока Василь Вікторович
106. Сорока Вікторія Сергіївна
107. Сорока Іван Іванович
108. Сорока Олександр Рустемович
109. Сорока Роман Ігорович
110. Сорока Юрій Васильович (солдат)
111. Сороковий Дмитрій Юрійович
112. Сороковський Сергій Анатолійович
113. Сорокодзюба Іван Михайлович
114. Сороколетов Олексій Валентинович
115. Сорохан Іван[62]
116. Сорочан Володимир Сергійович
117. Сороченко Олег Сергійович
118. Сорочинський Анатолій Ярославович
119. Сорочук Микола Васильович
120. Сосненко Денис Олександрович[13]
121. Соснін Володимир Миколайович
122. Соснов Олександр Вікторович
123. Сосовський Олександр Олександрович
124. Состін Микола[63]
125. Сотник Євгеній[64]
126. Сотник Іван Андрійович
127. Сотник Роман Миколайович
128. Сотник Сергій Віталійович
129. Сохань Артем Юрійович
130. Сохацький Андрій Володимирович
131. Сочев Олександр Леонідович
132. Сочка Ірина Юріївна
133. Сошик Володимир Степанович
134. Сошин Руслан В'ячеславович
135. Союшкін Богдан Станіславович
136. Соя Олександр Анатолійович
137. Спас Роман Леонтійович
138. Спасьонов Василь Володимирович
139. Спащенко Юрій Вікторович
140. Спендовський Микола Олександрович
141. Сперелуп Іван Вікторович
142. Співачук Олександр Володимирович
143. Спіцин Антон Вадимович
144. Спринчане Олександр Георгійович
145. Срібний Костянтин Сергійович
146. Ставицький Руслан Леонідович
147. Ставнічук Микола Олександрович
148. Ставський Віталій Миколайович
149. Ставський Ілля Віталійович
150. Ставський Юрій Миколайович
151. Стадник Віталій Олегович
152. Стадник Микола Степанович
153. Стадник Сергій Анатолійович
154. Стаднік Андрій Андрійович
155. Стаднік Олександр Миколайович
156. Стаднік Юрій Володимирович
157. Станіславенко Михайло Олександрович
158. Станкевич Дмитро Андрійович
159. Станков Олександр Олександрович
160. Старенький Юрій Юрійович
161. Старина Олександр Миколайович
162. Старинець Євгеній Євгенійович
163. Стариченко Василь Миколайович
164. Старіков Віталій Іванович
165. Старіков Євген Андрійович
166. Старінський Василь Олександрович
167. Старіш Ілля Ігорович
168. Старко Ігор Анатолійович
169. Старов Олександр Олександрович
170. Старовєр Давид Олександрович
171. Старовєров Дмитро Анатолійович
172. Старовицький Костянтин Геннадійович
173. Стародуб Андрій Вікторович
174. Стародуб Максим Вікторович
175. Старостін Михайло Григорович
176. Старук Антон Віталійович
177. Старушик Микола Зіновійович
178. Старченко Олег Олександрович
179. Старченко Павло Олександрович
180. Старченко Сергій Олександрович
181. Стасів Владислав Володимирович
182. Стасів Михайло Ярославович
183. Стасюк Вадим Дмитрович
184. Стасюк Віктор Миколайович
185. Стасюк Дмитро Сергійович
186. Стасюк Олег Степанович
187. Статій Володимир Михайлович
188. Стахів Ігор Іванович
189. Стахів Тарас
190. Стахов Пилип[65]
191. Стахов Сергій Сергійович
192. Стаховський Сергій Едуардович
193. Сташкевич Олексій Володимирович
194. Сташук Олександр Іванович
195. Стащук Роман[66]

## Сте— Сьо
1. Стебельський Сергій Миронович
2. Стебихов Петро Володимирович
3. Стеблій Дмитро Миколайович
4. Стеблін Дмитро Георгійович
5. Стеблюк Всеволод Володимирович
6. Стегар Олександр Олександрович[50]
7. Стегар Сергій Вікторович
8. Стельмах Віктор Миколайович
9. Стельмах Володимир Володимирович
10. Стельмах Дмитро Миколайович
11. Стельмах Олександр Анатолійович
12. Стельмах Олександр Миколайович
13. Стельмах Сергій Вікторович
14. Стельмах Тарас Іванович
15. Стемпіцький Андрій Любомирович
16. Степаненко Андрій Олександрович
17. Степаненко Владислав[67]
18. Степаненко Микола Анатолійович
19. Степаненко Микола Петрович
20. Степаненко Петро Володимирович
21. Степаненко Роман Григорович
22. Степаненко Сергій Євгенович
23. Степаненко Федір Васильович
24. Степанець Андрій Анатолійович
25. Степанець Андрій Миколайович
26. Степанець Андрій[68]
27. Степанисько Віталій Сергійович
28. Степаницький Олександр Леонідович
29. Степанищев Олександр Олександрович
30. Степанкевич Олександр Тарасович
31. Степанов Андрій Сергійович
32. Степанов Вадим Олександрович
33. Степанов В'ячеслав Юрійович
34. Степанов Дмитро Михайлович
35. Степанов Євгеній Володимирович
36. Степанов Ігор Миколайович
37. Степанов Олександр Павлович
38. Степанов Сергій Михайлович
39. Степанов Юрій Сергійович
40. Степанок Володимир Іванович
41. Степанченко Борис Миколайович
42. Степанченко Дмитро Андрійович
43. Степанченко Олександр Миколайович
44. Степанченко Олексій Володимирович
45. Степанчук Владислав Володимирович
46. Степанчук Ярослав Станіславович
47. Степанюк Борис Богданович[69]
48. Степанюк Борис Олександрович
49. Степанюк Володимир Вікторович
50. Степанюк Володимир Миколайович
51. Степанюк Володимир Ярославович
52. Степанюк Євгеній Володимирович
53. Степанюк Сергій Федорович
54. Степанян Олександр Віталійович
55. Степашко Іван Григорович
56. Степовик Олександр Васильович
57. Степула Руслан Іванович
58. Степюк Ілля Вікторович
59. Стефанишин Андрій Євгенійович
60. Стефанишин Богдан Євгенійович
61. Стефанишин Василь Ігорович
62. Стефанишин Юрій Юрійович
63. Стефанович Віктор Володимирович
64. Стефанчук Василь Васильович
65. Стефурак Степан Степанович
66. Стеценко Вадим Олександрович
67. Стеценко Володимир Вікторович
68. Стеценко Олександр Вікторович
69. Стеценко Святослав Олександрович
70. Стеценко Володимир Вікторович
71. Стецун Ілля Миколайович
72. Стецюк Вадим Борисович
73. Стецюк Владислав В'ячеславович
74. Стецюк Микола Вікторович
75. Стець Павло Іванович
76. Стецьків Віктор Володимирович
77. Стецько-Цабак Ольга Вікторівна
78. Стешенко Євгеній Васильович
79. Стешков Владислав[70]
80. Стифанищен Юрій[64]
81. Стібиш Артур Віталійович
82. Стовбан Станіслав Володимирович
83. Стовбовенко Олег Олександрович
84. Стогній Олексій[71]
85. Столбовий Олександр Олександрович
86. Столяр Олег Володимирович
87. Столяренко Олександр Олександрович
88. Столяров Дмитро Сергійович
89. Столярчук Богдан Валентинович
90. Столярчук Мирослав Станіславович
91. Столярчук Олексій Олексійович
92. Стонога Костянтин Сергійович
93. Сторожев Юрій Олексійович
94. Стороженко Руслан Валерійович
95. Сторожук Артур Леонідович
96. Сторчеус Руслан Олександрович
97. Стоцький Владислав Володимирович
98. Стоцький Микола Вікторович
99. Стратович Анатолій Гримович
100. Стратон Алла Вікторівна
101. Стратулат Володимир Миколайович
102. Страшний Андрій Сергійович
103. Страхолис Юрій Олексійович
104. Стребіж Михайло Володимирович
105. Стребкова Наталія Валентинівна
106. Стрекнєв Дмитро Володимирович
107. Стрелков Георгій Миколайович
108. Стрелюк Олександр Олександрович
109. Стрельбіцький Володимир Миколайович
110. Стрельцов Олег Миколайович
111. Стрельцов Юрій Петрович
112. Стрельчук Олександр Анатолійович
113. Стрельчук Павло Володимирович
114. Стремоухов Володимир Олегович
115. Стретович Віктор Володимирович
116. Стригунов Микола Павлович
117. Стрижак Альона Олегівна
118. Стрижак Максим Іванович
119. Стрижак Олег Анатолійович
120. Стрижак Олексій Володимирович
121. Стрижак Ростислав Олегович
122. Стриженко Артем Олегович
123. Стриженко Олександр Анатолійович
124. Стрихар Сергій Петрович
125. Стрілець Вадим Григорович
126. Стрілець Вадим Сергійович
127. Стрілець Дмитро Анатолійович
128. Стрілець Ярослав Олександрович
129. Строганов Євген Володимирович
130. Струк Владислав Ігорович
131. Струк Ілля Миколайович
132. Струк Роман Миколайович
133. Струк Юрій Володимирович
134. Струс Святослав Любомирович
135. Струсь Андрій Андрійович
136. Струтинська Валентина Валеріївна
137. Струтинський Тарас Йосипович
138. Струцінський Олег Васильович
139. Стрюков Владислав Геннадійович
140. Студенков Олександр Іванович
141. Стуженко Анатолій Ілліч
142. Стуженко Василь Васильович
143. Стук Віталій Андрійович
144. Стукало Богдан Ярославович
145. Стукало Олег Юрійович
146. Стулов Олексій Валерійович
147. Ступак Віктор Едуардович
148. Ступак Юліан Юрійович
149. Ступін Вадим Вікторович
150. Ступка Андрій Олександрович
151. Ступка Олександр Олександрович
152. Ступницька Катерина Вікторівна
153. Стяглюк Юрій Васильович
154. Стьопін Сергій Сергійович
155. Суботін Андрій Валерійович
156. Суботін Валерій Олександрович
157. Суботін Роман Борисович
158. Суботіна Валерія Андріївна
159. Сугак Олександр Володимирович
160. Сукач Андрій Сергійович
161. Сукач Віталій Олексійович
162. Сулима Володимир Михайлович
163. Сулима Володимир Павлович
164. Сулима Сергій Олексійович
165. Сулименко Руслан Леонідович
166. Суліма Анатолій Володимирович
167. Сулімов Сергій Валерійович
168. Суліцький Олександр Сергійович
169. Султанбагомаєв Костянтин Ігорович
170. Сумароков Ігор Володимирович
171. Сумський Дмитро Михайлович
172. Сундуков Сергій Андрійович
173. Супріган Андрій Валерійович
174. Супрун Ілля Костянтинович
175. Супрун Олександр Іванович
176. Супрун Феодосій Петрович
177. Супрун Юрій Вікторович
178. Супруненко Андрій Павлович
179. Сурайкін Олександр Миколайович
180. Сурков Федір Володимирович[72]
181. Суровий Дмитро Ярославович
182. Сургучова Аліна Ігорівна
183. Сурженко Сергій Іванович
184. Сурін Олександр Іванович
185. Сурменко Олександр Федорович
186. Суровицький Андрій Олександрович
187. Сусак Андріана Іванівна
188. Сусваль Петро Остапович
189. Суский Вадим Миколайович
190. Сусленко Віталій Сергійович
191. Сусло Михайло Миколайович
192. Павло Суслов
193. Суслов Павло Володимирович
194. Суслопаров Олександр Олександрович
195. Сусяк Роман Романович
196. Сухан Михайло Вікторович
197. Суханін Володимир Володимирович
198. Суханов Артем Миколайович
199. Суханов Владислав Олександрович
200. Суханов Вячеслав Вікторович
201. Сухаревський Вадим Олегович
202. Сухенко Максим Володимирович
203. Сухенко Максим Миколайович
204. Сухенко Сергій Михайлович
205. Сухенюк Тарас Васильович
206. Сухина Олександр Олександрович[26]
207. Сухих Ігор Володимирович
208. Сухіашвілі Тамаз
209. Сухін Артем Сергійович
210. Сухін Віктор Вікторович
211. Суховенко Олександр Геннадійович
212. Суховий Сергій Іванович
213. Суховієнко Микола Іванович
214. Сухомлин Дмитро Олександрович
215. Сухоруков Олексій Анатолійович
216. Сухоруков Сергій Сергійович
217. Сухоцький Віталій Якович
218. Сучков Сергій Веніамінович
219. Сушицький Євген Миколайович
220. Сушков Віктор Олександрович
221. Сущ Анатолій Васильович
222. Сущевський Андрій Вікторович
223. Сущенко Сергій Віталійович
224. Сущук Василь Петрович
225. Сфінкс Олександр Юрійович
226. Схаб'юк Максим Олексійович
227. Сюзєва Людмила Валеріївна[73]
228. Сядристий Андрій Ігорович
229. Сьотка Олександр Михайлович